# Peyton Place (film)
Peyton Place – amerykański film z 1957 roku w reżyserii Marka Robsona.

## Nagrody i nominacje
| Nazwa nagrody | Wygrane                                             | Nominacje |
| Oscar         | 1958 bez rezultatu                                  | 1958 Najlepszy film Jerry Wald Najlepsza aktorka pierwszoplanowa Lana Turner Najlepszy aktor drugoplanowy Arthur Kennedy Najlepszy aktor drugoplanowy Russ Tamblyn Najlepsza aktorka drugoplanowa Hope Lange Najlepsza aktorka drugoplanowa Diane Varsi Najlepszy reżyser Mark Robson Najlepszy scenariusz adaptowany John Michael Hayes Najlepsze zdjęcia William C. Mellor |
| Złoty Glob    | 1958 Najlepsza debiutująca aktorka roku Diane Varsi | 1958 Najlepsza aktorka w serialu telewizyjnym Mia Farrow Najlepsza aktorka w serialu telewizyjnym Dorothy Malone Najlepsza aktorka drugoplanowa Mildred Dunnock Najlepsza aktorka drugoplanowa Hope Lange |
| WGA           | 1958 bez rezultatu                                  | 1958 Najlepszy scenariusz dramatu John Michael Hayes |
| DGA           | 1958 bez rezultatu                                  | 1958 Najlepsze osiągnięcie reżyserskie w filmie fabularnym Mark Robson |